# Юнге, Клаус
Клаус Юнге (нем. Klaus Junge; 1 января 1924, Консепсьон, Чили — 17 апреля 1945, близ Велле) — немецкий шахматист, национальный мастер. Благодаря ранним успехам в национальных и международных соревнованиях признан самым талантливым молодым шахматистом Германии после Эм. Ласкера.

## Биография
Родился в Чили, куда эмигрировал его прадед. В 1928 году семья Юнге вернулась в Германию. В семье шахматы пользовались большой популярностью, отец — Отто Юнге, чемпион Чили 1922 г.
Член символического клуба победителей чемпионов мира Михаила Чигорина с 11 июня 1942 года.
Несмотря на то, что Клаус был студентом Гамбургского университета, он был призван на военную службу и вскоре отправлен на фронт. За время военной службы Юнге удалось сыграть лишь одну партию.
Юнге отказался сдаться союзникам и погиб в бою 17 апреля 1945 г., всего за 3 недели до окончания войны.

## Убеждения
Обычно (на основании того, что Юнге был лейтенантом вермахта) утверждается, что он был ярым нацистом, однако существуют воспоминания К. Опоченского, опровергающие это утверждение. Опоченский свидетельствует, что среди близких друзей Юнге не скрывал антифашистских взглядов. Вот, например, разговор между Юнге, Опоченским и Земишем, состоявшийся во время турнира в Праге (1942 г.).
«После очередного тура мы вместе с Земишем и Юнге отправились пообедать в кафе. Обед был заказан и завязалась беседа. В разговоре с Земишем и Юнге я вспомнил, что ещё совсем недавно в этом же кафе расплачивался красивыми чешскими кронами, показал им эти деньги, а сейчас, мол, мы рассчитываемся простыми бумажками — оккупационными марками. Меня поразила реакция молодого Юнге, который, наклонившись ко мне, прошептал: "Я хочу, чтобы вы как можно скорее смогли вновь платить этими деньгами"».

## Вклад в теорию дебютов
Юнге был одним из первых шахматистов, которые начали активно применять разновидность славянской защиты, известную ныне как система Ботвинника: 1. d4 d5 2. c4 c6 3. Кc3 e6 4. Кf3 Кf6 5. Сg5 dc.

## Спортивные результаты
| Год  | Город                     | Турнир                                                      | + | − | = | Результат | Место |
| ---- | ------------------------- | ----------------------------------------------------------- | - | - | - | --------- | ----- |
| 1937 | Гамбург                   | Командное первенство северных земель                        |   |   |   |           |       |
| 1938 |                           | Конгресс северных земель (Класс Б)                          |   |   |   |           | 1     |
| 1939 | Любек                     | Конгресс северных земель (Класс А)                          | 8 | 1 | 2 | 9 из 11   | 1     |
|      | Штутгарт                  | Командное первенство Германии (полуфинал)                   | 3 | 0 | 0 | 3 из 3    |       |
|      | Штутгарт                  | Командное первенство Германии (финал)                       | 4 | 0 | 1 | 4½ из 5   |       |
| 1940 | Гамбург                   | Конгресс северных земель (класс мастеров)                   | 2 | 2 | 3 | 3½ из 7   | 4     |
|      | Гамбург                   | Чемпионат Гамбурга                                          | 8 | 1 | 1 | 8½ из 10  | 2     |
| 1941 | Гамбург                   | Чемпионат Гамбурга                                          | 9 | 0 | 0 | 9 из 9    | 1     |
|      | Гамбург                   | Конгресс северных земель (класс мастеров)                   | 6 | 1 | 0 | 6 из 7    | 1—2   |
|      | Гамбург                   | Конгресс северных земель, матч за первое место с Г. Хайнике | 1 | 0 | 2 | 2 из 3    |       |
|      | Бад-Эльстер               | Полуфинал чемпионата Германии                               | 4 | 1 | 2 | 5 из 7    | 1     |
|      | Бад-Эйнхаузен             | Чемпионат Германии                                          | 8 | 2 | 5 | 10½ из 15 | 1—2   |
|      | Краков / Варшава          | 2-й турнир Польского генерал-губернаторства                 | 3 | 0 | 8 | 7 из 11   | 4     |
|      | Бромберг                  | Матч с П. Шмидтом за звание чемпиона «Большой Германии»     | 0 | 3 | 1 | ½ из 4    |       |
| 1942 | Дрезден                   | Турнир немецких мастеров                                    | 6 | 0 | 3 | 7½ из 9   | 1     |
|      | Гамбург                   | Чемпионат Гамбурга                                          | 8 | 0 | 1 | 8½ из 9   | 1     |
|      | Росток                    | Полуфинал чемпионата Германии                               | 5 | 1 | 3 | 6½ из 9   | 2     |
|      | Зальцбург                 | Международный турнир                                        | 3 | 3 | 4 | 5 из 10   | 3—4   |
|      | Мюнхен                    | Чемпионат Европы                                            | 3 | 4 | 4 | 5 из 11   | 7     |
|      | Варшава / Люблин / Краков | 3-й турнир Польского генерал-губернаторства                 | 5 | 2 | 3 | 6½ из 10  | 2     |
|      | Лейпциг                   | Мемориал М. Блюмиха                                         | 5 | 1 | 1 | 5½ из 7   | 2     |
|      | Прага                     | Международный турнир                                        | 7 | 1 | 3 | 8½ из 11  | 1—2   |